# Golden Globe Awards 2023

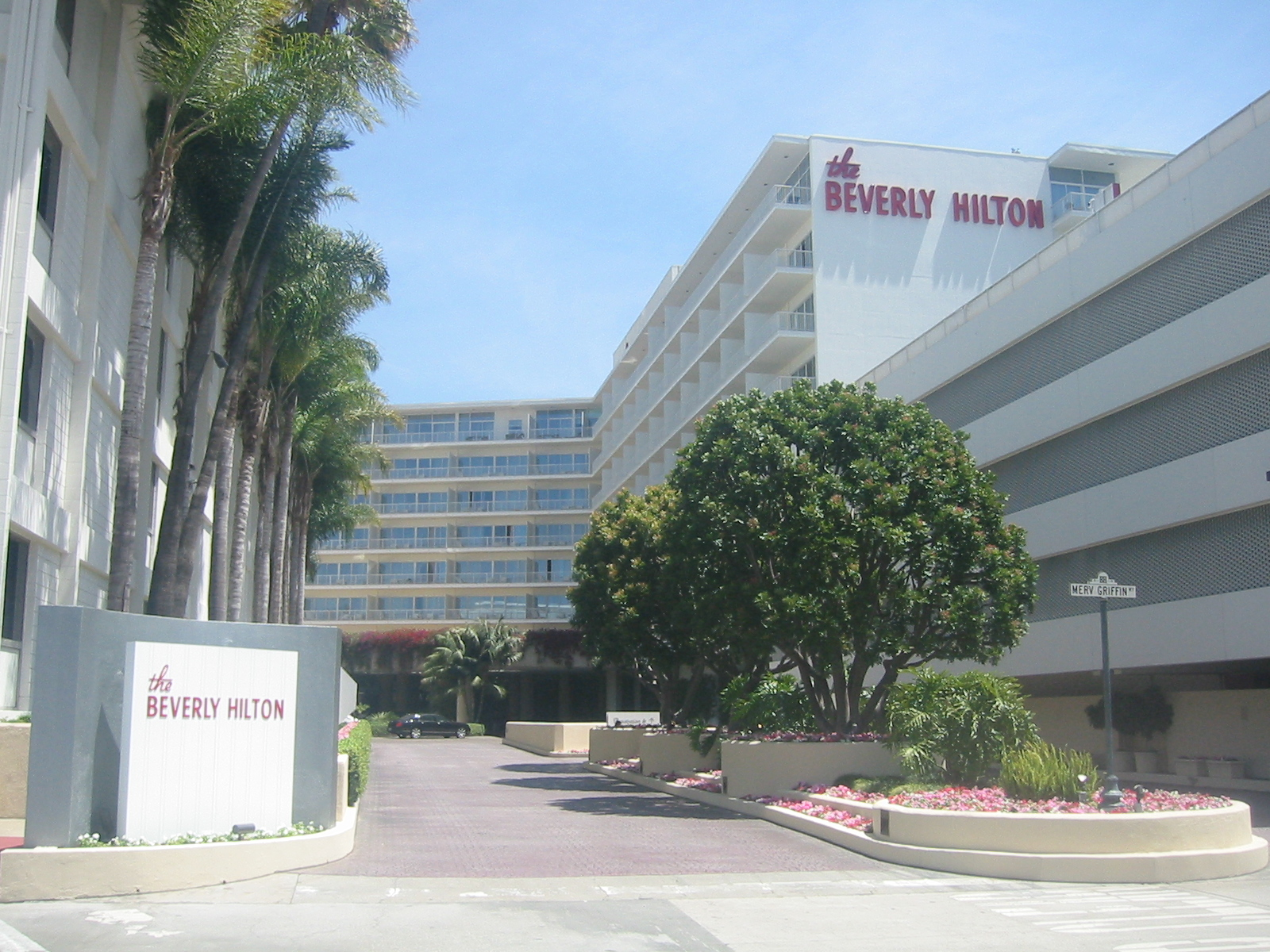
Das Beverly Hilton Hotel, Veranstaltungsort der Golden-Globe-Verleihung 2023

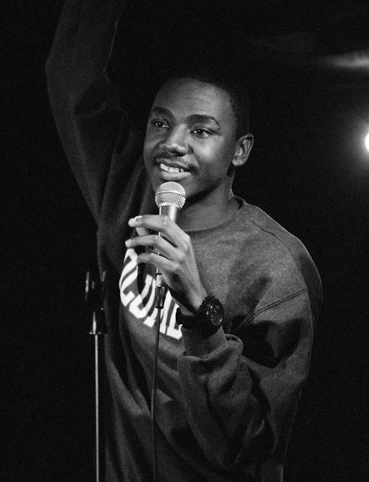
Jerrod Carmichael, Moderator der Show

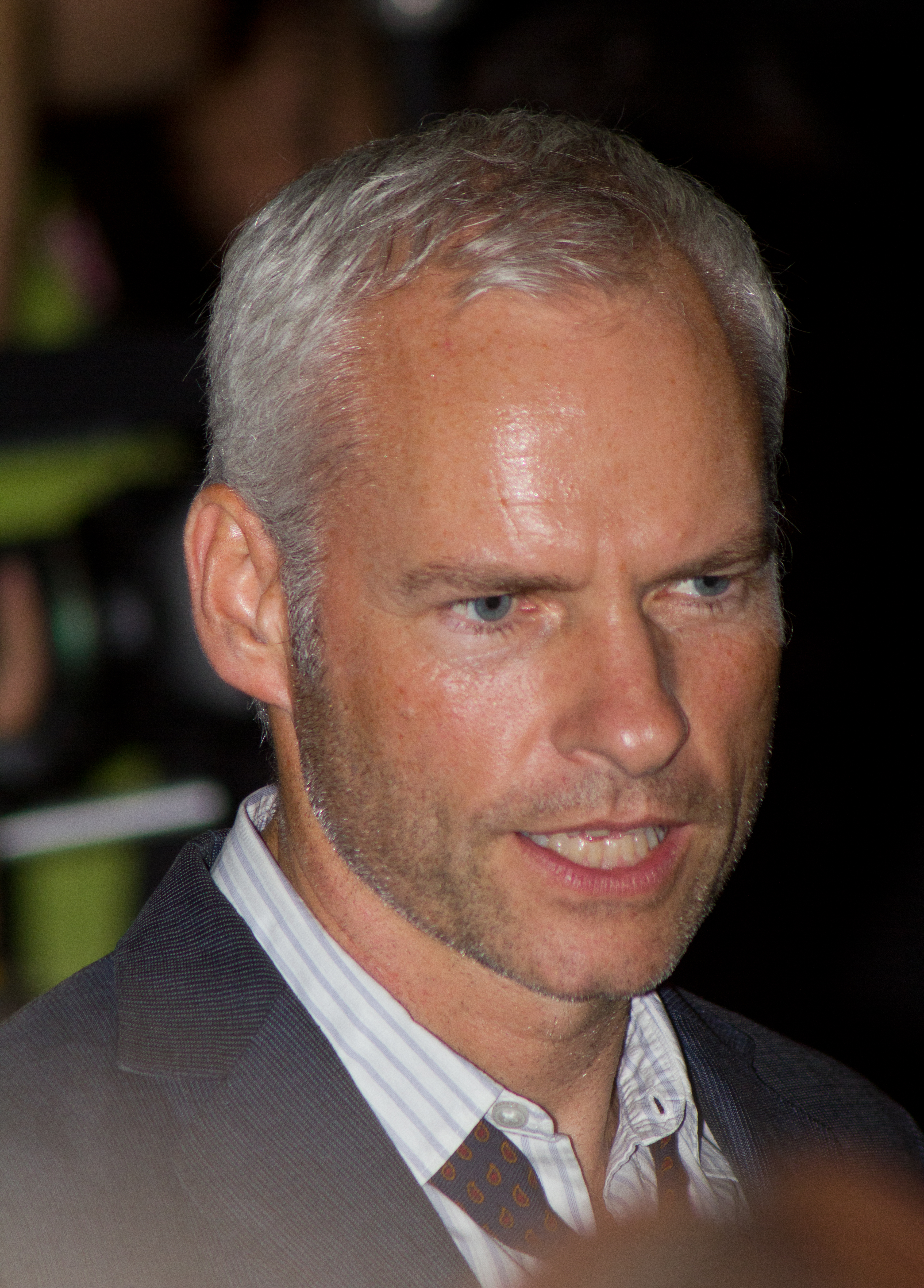
Martin McDonagh, Regisseur und Drehbuchautor des preisgekrönten Films The Banshees of Inisherin

Die 80. Verleihung der Golden Globe Awards (englisch 80th Golden Globe Awards) fand am 10. Januar 2023 im Beverly Hilton Hotel in Beverly Hills statt. Die Mitglieder der Hollywood Foreign Press Association (HFPA) zeichneten dabei die aus ihrer Sicht besten amerikanischen und ausländischen Film- und Fernsehproduktionen sowie Künstler des Vorjahres aus, die im Rahmen eines Galadinners geehrt wurden. Die Verleihung wurde live von NBC sowie vom Streaminganbieter Peacock ausgestrahlt. Die Moderation übernahm der preisgekrönte US-amerikanische Komiker und Schauspieler Jerrod Carmichael.
Die Tragikomödie The Banshees of Inisherin, die zuvor die meisten Nominierungen erhalten hatte, gewann in der Sparte Film auch die meisten Preise (Beste Filmkomödie, Bester Hauptdarsteller – Komödie: Colin Farrell, Bestes Drehbuch). In der Sparte Fernsehen erhielt die Sitcom Abbott Elementary ebenfalls die meisten Nominierungen und Auszeichnungen (Beste Serie – Komödie, Beste Hauptdarstellerin: Quinta Brunson, Bester Nebendarsteller: Tyler James Williams).

## Hintergrund

### Restrukturierung der HFPA nach Eklat

Logo der HFPA

Nachdem Journalisten der Los Angeles Times im Jahr 2021 herausgefunden hatten, dass die Mitglieder der HFPA ein Mangel an Vielfalt auszeichnete (unter diesen befand sich beispielsweise kein schwarzes Mitglied) und fragwürdige Geschäftspraktiken unterhielten, sorgte dies für einen Eklat. Der seit 1996 ausstrahlende US-amerikanische Fernsehsender NBC sagte daraufhin die Übertragung der Gala im Jahr 2022 ab. Die HFPA wurde in der Folge unter ihrem neuen Eigentümer und CEO Todd Boehly zu einer gewinnorientierten Gesellschaft umgewandelt. Ein neuer Vorstand wurde gewählt mit drei Nicht-HFPA-Mitgliedern. Auch wurde die Stelle eines Chief Diversity Officers geschaffen und bisherige HFPA-Mitglieder in einem formellen Überprüfungsprozess erneut akkreditiert. Ebenfalls wurden 103 neue Mitglieder ernannt, was für mehr Diversität sorgen sollte. Die HFPA soll damit aus insgesamt 52 Prozent weiblichen Mitgliedern bestehen, 51,5 Prozent über ethnisch vielfältige Wurzeln verfügen. 19,5 Prozent der Mitglieder sind Latinos, 12 Prozent asiatisch, 10 Prozent schwarzer Abstammung und dieselbe Anzahl stammt aus dem Mittleren Osten. Insgesamt sind 62 verschiedene Länder vertreten. Zuvor soll die Zahl der Mitglieder bei um die 80 gelegen haben.

### Neue Kategorien und Nominierungsrichtlinien
Ende September 2022 gab die HFPA bekannt, die bisherigen Nebendarsteller-Kategorien in der Sparte Fernsehen aufzusplitten. Ab 2023 werden Preisträger in folgenden Kategorien gekürt:
- Best Supporting Actor in a Television Series/Musical-Comedy or Drama
- Best Supporting Actress in a Television Series/Musical-Comedy or Drama
- Best Supporting Actor in a Limited Series/Anthology or Motion Picture Made for Television
- Best Supporting Actress in a Limited Series/Anthology or Motion Picture Made for Television

Zuvor hatte es jeweils für Schauspielerinnen und Schauspieler nur eine Kategorie gegeben, in der Darstellerleistungen aus Serien, Mehrteilern und Fernsehfilmen gegeneinander konkurrierten (siehe Beste Nebendarstellerin bzw. Bester Nebendarsteller – Serie, Mini-Serie oder TV-Film).
Theoretisch konnte jede Kino- und Fernsehproduktion nominiert werden, sofern sie im Kalenderjahr 2022 veröffentlicht wurde (für nicht-englischsprachige Spielfilme galt ein längeres Zeitfenster). Filmstudios, Fernsehnetzwerke und Streamingplattformen hatten auch die Möglichkeit, ihre Vorschläge für bestimmte Kategorien direkt bei der HFPA einzureichen. Dabei durften sie auch freiwillig offizielle Filmvorführungen für HFPA-Mitglieder anbieten oder auf anderem Weg ihre Inhalte zur Verfügung stellen.

### Produktion der Fernsehshow
Die Verleihung wurde in den USA live von NBC sowie vom Streaminganbieter Peacock ausgestrahlt und von den Unternehmen Dick Clark Productions and Jesse Collins Entertainment produziert. NBC hatte nach dem Eklat vorerst nur eine Vereinbarung abgeschlossen, die für ein Jahr galt. Als Showrunner und Executive Producer wurden Jesse Collins sowie Dionne Harmon verpflichtet. Beide hatten im Jahr 2022 einen Emmy für die Produktion der Super-Bowl-LVI-Halbzeitshow erhalten. Collins hatte darüber hinaus die letzten beiden Grammy-Verleihungen und die Oscarverleihung 2021 produziert.
Im Gegensatz zu früheren Auflagen wurde die Verleihung 2023 an einem Dienstag abgehalten, statt wie bisher traditionell an einem Sonntag. Der Sonntags- und Montagstermin (8.–9. Januar) waren bei NBC durch Sportübertragungen der National Football League (NFL) und College Football Playoff National Championship Games (NCAA) bereits belegt, während den Sonntag darauf die Critics’ Choice Movie Awards (15. Januar) terminiert waren. In der Vergangenheit waren die Golden Globe Awards nach Zuschauerzahlen das am meisten gesehene Nicht-Sport-Fernsehformat bei NBC.

### Eckdaten
Die Eckdaten zur 80. Golden-Globe-Verleihung im Überblick:
| Datum              | Ereignis                                                        |
| ------------------ | --------------------------------------------------------------- |
| 30. September 2022 | Einreichungsfrist für Film- und Fernsehproduktionen beginnt     |
| 7. November 2022   | Einreichungsfrist für Film- und Fernsehproduktionen endet       |
| 21. November 2022  | Abstimmung für Nominierungen in der Sparte Fernsehen beginnt    |
| 28. November 2022  | Abstimmung für Nominierungen in der Sparte Fernsehen endet      |
| 29. November 2022  | Abstimmung für Nominierungen in der Sparte Film beginnt         |
| 6. Dezember 2022   | Letztmöglicher Vorführtermin für Filme und Film-Pressekonferenz |
| 7. Dezember 2022   | Abstimmung für Nominierungen in der Sparte Film endet           |
| 12. Dezember 2022  | Bekanntgabe der Nominierungen                                   |
| 16. Dezember 2022  | Finale Abstimmung über die Golden-Globe-Preisträger beginnt     |
| 3. Januar 2023     | Finale Abstimmung über die Golden-Globe-Preisträger endet       |
| 10. Januar 2023    | 80. Verleihung der Golden Globe Awards                          |

## Preisträger und Nominierte im Bereich Film
| Film                              | N | A |
| --------------------------------- | - | - |
| The Banshees of Inisherin         | 8 | 3 |
| Everything Everywhere All at Once | 6 | 2 |
| Die Fabelmans                     | 5 | 2 |
| Babylon – Rausch der Ekstase      | 5 | 1 |
| Elvis                             | 3 | 1 |
| Guillermo del Toros Pinocchio     | 3 | 1 |
| Tár                               | 3 | 1 |
| Black Panther: Wakanda Forever    | 2 | 1 |
| RRR                               | 2 | 1 |
| Die Aussprache                    | 2 | 0 |
| Avatar: The Way of Water          | 2 | 0 |
| Glass Onion: A Knives Out Mystery | 2 | 0 |
| The Menu                          | 2 | 0 |
| Top Gun: Maverick                 | 2 | 0 |
| Triangle of Sadness               | 2 | 0 |

### Bester Film – Drama
Die Fabelmans (The Fabelmans) – Regie: Steven Spielberg
- nominiert:
  - Avatar: The Way of Water – Regie: James Cameron
  - Elvis – Regie: Baz Luhrmann
  - Tár – Regie: Todd Field
  - Top Gun: Maverick – Regie: Joseph Kosinski

### Bester Film – Komödie/Musical
The Banshees of Inisherin – Regie: Martin McDonagh
- nominiert:
  - Babylon – Rausch der Ekstase (Babylon) – Regie: Damien Chazelle
  - Everything Everywhere All at Once – Regie: Dan Kwan, Daniel Scheinert
  - Glass Onion: A Knives Out Mystery – Regie: Rian Johnson
  - Triangle of Sadness – Regie: Ruben Östlund

### Beste Regie
Steven Spielberg – Die Fabelmans (The Fabelmans)
- nominiert:
  - James Cameron – Avatar: The Way of Water
  - Dan Kwan, Daniel Scheinert – Everything Everywhere All at Once
  - Baz Luhrmann – Elvis
  - Martin McDonagh – The Banshees of Inisherin

### Bester Hauptdarsteller – Drama
Austin Butler – Elvis
- nominiert:
  - Brendan Fraser – The Whale
  - Hugh Jackman – The Son
  - Bill Nighy – Living – Einmal wirklich leben (Living)
  - Jeremy Pope – The Inspection

### Beste Hauptdarstellerin – Drama
Cate Blanchett – Tár
- nominiert:
  - Ana de Armas – Blond (Blonde)
  - Olivia Colman – Empire of Light
  - Viola Davis – The Woman King
  - Michelle Williams – Die Fabelmans (The Fabelmans)

### Bester Hauptdarsteller – Komödie/Musical
Colin Farrell – The Banshees of Inisherin
- nominiert:
  - Diego Calva – Babylon – Rausch der Ekstase (Babylon)
  - Daniel Craig –  Glass Onion: A Knives Out Mystery
  - Adam Driver – Weißes Rauschen (White Noise)
  - Ralph Fiennes – The Menu

### Beste Hauptdarstellerin – Komödie/Musical
Michelle Yeoh – Everything Everywhere All at Once
- nominiert:
  - Lesley Manville – Mrs. Harris und ein Kleid von Dior (Mrs. Harris Goes to Paris)
  - Margot Robbie – Babylon – Rausch der Ekstase (Babylon)
  - Anya Taylor-Joy – The Menu
  - Emma Thompson – Meine Stunden mit Leo (Good Luck to You, Leo Grande)

### Bester Nebendarsteller
Ke Huy Quan – Everything Everywhere All at Once
- nominiert:
  - Brendan Gleeson – The Banshees of Inisherin
  - Barry Keoghan – The Banshees of Inisherin
  - Brad Pitt – Babylon – Rausch der Ekstase (Babylon)
  - Eddie Redmayne – The Good Nurse

### Beste Nebendarstellerin
Angela Bassett – Black Panther: Wakanda Forever
- nominiert:
  - Kerry Condon – The Banshees of Inisherin
  - Jamie Lee Curtis – Everything Everywhere All at Once
  - Dolly de Leon – Triangle of Sadness
  - Carey Mulligan – She Said

### Bestes Drehbuch
Martin McDonagh – The Banshees of Inisherin
- nominiert:
  - Todd Field – Tár
  - Dan Kwan, Daniel Scheinert – Everything Everywhere All at Once
  - Sarah Polley – Die Aussprache (Women Talkling)
  - Steven Spielberg, Tony Kushner – Die Fabelmans (The Fabelmans)

### Beste Filmmusik
Justin Hurwitz – Babylon – Rausch der Ekstase (Babylon)
- nominiert:
  - Carter Burwell – The Banshees of Inisherin
  - Alexandre Desplat – Guillermo del Toros Pinocchio (Guillermo del Toro’s Pinocchio)
  - Hildur Guðnadóttir – Die Aussprache (Women Talking)
  - John Williams – Die Fabelmans (The Fabelmans)

### Bester Filmsong
„Naatu Naatu“ aus RRR – Musik: M. M. Keeravani, Text: Chandrabose
- nominiert:
  - „Carolina“ aus Der Gesang der Flusskrebse (Where the Crawdads Sing) – Musik und Text: Taylor Swift
  - „Ciao Papa“ aus Guillermo del Toros Pinocchio – Musik: Alexandre Desplat, Text: Roeban Katz, Guillermo del Toro
  - „Hold My Hand“ aus Top Gun: Maverick – Musik: Lady Gaga, BloodPop, Benjamin Rice, Text: Lady Gaga, BloodPop
  - „Lift Me Up“ aus Black Panther: Wakanda Forever – Musik und Text: Tems, Rihanna, Ryan Coogler, Ludwig Göransson

### Bester Animationsfilm
Guillermo del Toros Pinocchio – Regie: Guillermo del Toro, Mark Gustafson
- nominiert:
  - Der gestiefelte Kater: Der letzte Wunsch (Puss in Boots: The Last Wish) – Regie: Joel Crawford
  - Inu-Oh (犬王) – Regie: Masaaki Yuasa
  - Marcel the Shell with Shoes On – Regie: Dean Fleischer Camp
  - Rot (Turning Red) – Regie: Domee Shi

### Bester fremdsprachiger Film
Argentinien, 1985 – Nie wieder, Argentinien – Regie: Santiago Mitre
- nominiert:
  - Close, Belgien / Frankreich / Niederlande – Regie: Lukas Dhont
  - Die Frau im Nebel (Decision to Leave), Südkorea – Regie: Park Chan-wook
  - RRR, Indien – Regie: S. S. Rajamouli
  - Im Westen nichts Neues, Deutschland – Regie: Edward Berger

## Preisträger und Nominierte im Bereich Fernsehen
| Serie/Film                                          | N | A |
| --------------------------------------------------- | - | - |
| Abbott Elementary                                   | 5 | 3 |
| The White Lotus                                     | 4 | 2 |
| Dahmer – Monster: Die Geschichte von Jeffrey Dahmer | 4 | 1 |
| In with the Devil                                   | 3 | 1 |
| Ozark                                               | 3 | 1 |
| The Crown                                           | 4 | 0 |
| Only Murders in the Building                        | 4 | 0 |
| Pam & Tommy                                         | 4 | 0 |
| House of the Dragon                                 | 2 | 1 |
| The Bear: King of the Kitchen                       | 2 | 1 |
| The Dropout                                         | 2 | 1 |
| Hacks                                               | 3 | 0 |
| Severance                                           | 3 | 0 |
| Barry                                               | 2 | 0 |
| Better Call Saul                                    | 2 | 0 |
| Mord im Auftrag Gottes                              | 2 | 0 |
| The Old Man                                         | 2 | 0 |
| Wednesday                                           | 2 | 0 |

### Beste Serie – Drama
House of the Dragon
- nominiert:
  - Better Call Saul
  - The Crown
  - Ozark
  - Severance

### Bester Serien-Hauptdarsteller – Drama
Kevin Costner – Yellowstone
- nominiert:
  - Jeff Bridges – The Old Man
  - Diego Luna – Andor
  - Bob Odenkirk – Better Call Saul
  - Adam Scott – Severance

### Beste Serien-Hauptdarstellerin – Drama
Zendaya – Euphoria
- nominiert:
  - Emma D’Arcy – House of the Dragon
  - Laura Linney – Ozark
  - Imelda Staunton – The Crown
  - Hilary Swank – Alaska Daily

### Beste Serie – Komödie/Musical
Abbott Elementary
- nominiert:
  - The Bear: King of the Kitchen (The Bear)
  - Hacks
  - Only Murders in the Building
  - Wednesday

### Beste Serien-Hauptdarstellerin – Komödie/Musical
Quinta Brunson – Abbott Elementary
- nominiert:
  - Kaley Cuoco – The Flight Attendant
  - Selena Gomez – Only Murders in the Building
  - Jenna Ortega – Wednesday
  - Jean Smart – Hacks

### Bester Serien-Hauptdarsteller – Komödie/Musical
Jeremy Allen White – The Bear: King of the Kitchen (The Bear)
- nominiert:
  - Donald Glover – Atlanta
  - Bill Hader – Barry
  - Steve Martin – Only Murders in the Building
  - Martin Short – Only Murders in the Building

### Beste Miniserie, Anthologie-Serie oder Fernsehfilm
The White Lotus
- nominiert:
  - Dahmer – Monster: Die Geschichte von Jeffrey Dahmer (Dahmer – Monster: The Jeffrey Dahmer Story)
  - The Dropout
  - In with the Devil (Black Bird)
  - Pam & Tommy

### Beste Hauptdarstellerin – Miniserie, Anthologie-Serie oder Fernsehfilm
Amanda Seyfried – The Dropout
- nominiert:
  - Jessica Chastain – George & Tammy
  - Julia Garner – Inventing Anna
  - Lily James – Pam & Tommy
  - Julia Roberts – Gaslit

### Bester Hauptdarsteller – Miniserie, Anthologie-Serie oder Fernsehfilm
Evan Peters – Dahmer – Monster: Die Geschichte von Jeffrey Dahmer (Dahmer – Monster: The Jeffrey Dahmer Story)
- nominiert:
  - Taron Egerton – In with the Devil (Black Bird)
  - Colin Firth – The Staircase
  - Andrew Garfield – Mord im Auftrag Gottes (Under the Banner of Heaven)
  - Sebastian Stan – Pam & Tommy

### Bester Nebendarsteller – Miniserie, Anthologie-Serie oder Fernsehfilm
Paul Walter Hauser – In with the Devil (Black Bird)
- nominiert:
  - F. Murray Abraham – The White Lotus
  - Domhnall Gleeson – The Patient
  - Richard Jenkins – Dahmer – Monster: Die Geschichte von Jeffrey Dahmer (Dahmer – Monster: The Jeffrey Dahmer Story)
  - Seth Rogen – Pam & Tommy

### Beste Nebendarstellerin – Miniserie, Anthologie-Serie oder Fernsehfilm
Jennifer Coolidge – The White Lotus
- nominiert:
  - Claire Danes – Fleishman is in Trouble
  - Daisy Edgar-Jones – Mord im Auftrag Gottes (Under the Banner of Heaven)
  - Niecy Nash – Dahmer – Monster: Die Geschichte von Jeffrey Dahmer (Dahmer – Monster: The Jeffrey Dahmer Story)
  - Aubrey Plaza – The White Lotus

### Bester Nebendarsteller – Drama- oder Komödien-/Musical-Serie
Tyler James Williams – Abbott Elementary
- nominiert:
  - John Lithgow – The Old Man
  - Jonathan Pryce – The Crown
  - John Turturro – Severance
  - Henry Winkler – Barry

### Beste Nebendarstellerin – Drama- oder Komödien-/Musical-Serie
Julia Garner – Ozark
- nominiert:
  - Elizabeth Debicki – The Crown
  - Hannah Einbinder – Hacks
  - Janelle James – Abbott Elementary
  - Sheryl Lee Ralph – Abbott Elementary

## Ehrenpreise
- Cecil B. DeMille Award: Eddie Murphy
- Carol Burnett Award: Ryan Murphy